# What's the World Coming To?
What's the World Coming To? è un cortometraggio muto del 1926 diretto da Richard Wallace con la supervisione di F. Richard Jones. Il film fu prodotto da Hal Roach e interpretato da Stan Laurel, che collaborò - accreditato - anche alla sceneggiatura.

## Trama
Inversione di ruoli tra marito e moglie: lui sta a casa, lei va a lavorare.

## Produzione
Il film fu prodotto da Hal Roach con la sua società, la Hal Roach Studios e venne girato il 19 ottobre fino al 2 novembre 1925.

## Distribuzione
Distribuito dalla Pathé Exchange, il film uscì in sala il 17 gennaio 1926.
Nel 2007, fu riversato in DVD e distribuito attraverso la Looser Than Loose Publishing.

### Date di uscita
- USA  17 gennaio 1926
- USA 2007   DVD